# Zsuzsanna Lerner
Zsuzsanna Lerner (Budapest, 4 gennaio 1957) è un'ex cestista ungherese.

## Carriera
Con l'Ungheria ha disputato due edizioni dei Campionati europei (1976, 1978).